# 미녀 드라큐라
《미녀 드라큐라》(Innocent Blood)는 미국에서 제작된 존 랜디스 감독의 1992년 코미디, 공포, 멜로/로맨스 영화이다. 안느 파릴로드 등이 주연으로 출연하였고 레슬리 벨버그 등이 제작에 참여하였다.
이 영화는 펜실베이니아주 피츠버그 주변에서 촬영되었다.

## 출연

### 주연
- 안느 파릴로드
- 데이빗 프로벌

### 조연
- 로코 시스토
- 채즈 팰민테리
- 안소니 라파글리아
- 로버트 로지아
- 토니 시리코

## 기타
- 협력프로듀서: 마이클 울크
- 미술: 리처드 톰 소여
- 의상: 데보라 나둘맨